# João Pessoa
João Pessoa er hovedstaden og den største by i delstaten Paraíba i det nordøstlige Brasilien med et indbyggertal på 833.932 (2022) indbyggere.
Det østligste punkt på de amerikanske kontinenter bortset fra Grønland, Ponta do Seixas (dansk Småstensnæsset/-pynten), ligger i byen.